# Threshold Records
Threshold Records is een Brits platenlabel. Het is opgericht door de Moody Blues om meer vrijheid te krijgen bij hun opnamen en hoesontwerpen. Vooral dat laatste leverde steeds problemen op bij Decca. Threshold viel wel onder Decca. Later werd Threshold ook de naam van een LP-winkel en het management van de Moodies. De albums uitgekomen op Threshold zijn gering qua aantal. De nummering hield al snel op; de Moodies keerden terug naar Decca. Toch is het labelteken nog steeds op hun albums te vinden.

## Albums
- THS 1: Moody Blues - To Our Children's Children's Children
- THS 2: Trapeze - Trapeze (geproduceerd door John Lodge van de Moody Blues);
- THS 3: Moody Blues - A Question of Balance
- THS 4: Trapeze - Medusa
- THS 5: Moody Blues - Every Good Boy Deserves Favour
- THS 6: Asgard -  In The Realm of Asgard
- THS 7: Moody Blues - Seventh Sojourn
- THS 8: Trapeze - You Are The Music, We're Just The Band
- THS 9: Providence - Ever Sense The Dawn
- THS 10: Nicky James - Every Home Should Have One
- THS 11: Trapeze - Final Swing
- THS 12: Hayward/Lodge - Blue Jays
- THS 13/14: Moody Blues - This Is The Moody Blues
- THS 15: Graeme Egde Band - Kick Off Your Muddy Boots
- THS 16: Ray Thomas - From Mighty Oaks
- THS 17: Ray Thomas - Hopes, Wishes and Dreams
- THS 18: Mike Pinder - The Promise
- THS 19: Nicky James - Thunderthroat

Alhoewel Songwriter van Justin Hayward en Natural Avenue van John Lodge, soms ook aangeduid worden als Threshold release (nrs 20 en 21), is daar niets van terug te vinden. De albums kwamen uit via respectievelijk Deram en Decca.

## Singles
De singles zijn moeilijker te traceren en kregen TH mee:
- TH 01: Moody Blues: Watching and Waiting/Out and in;
- TH 18: Graeme Edge Band: We like to do it/Shotgun;
- TH 19: Justin Hayward en John Lodge of Blue Jays: Remember me (my friend)/I Dreamed last night;
- TH 20: Ray Thomas: High above my head;
- TH 21: Justin Hayward en John Lodge of Blue Jays: Blue guitar/ When You wake up
- TH 22: Graeme Adge Band: The Tunnel/Bareback Rider;
- TH 24: Ray Thomas: Carousel/One night stand.

De artiesten en leden van groepen anders dan de Moody Blues zelf speelden vaak mee op de soloalbums van de Moodieleden.